# Kaghārakī
Kaghārakī (persiska: کغارکی) är en ort i Iran.   Den ligger i provinsen Kerman, i den sydöstra delen av landet, 1 000 km sydost om huvudstaden Teheran. Kaghārakī ligger 791 meter över havet och antalet invånare är 413.
Terrängen runt Kaghārakī är platt åt sydväst, men åt nordost är den kuperad.Runt Kaghārakī är det glesbefolkat, med 17 invånare per kvadratkilometer. Närmaste större samhälle är Mardehek, 6,2 km nordost om Kaghārakī. Trakten runt Kaghārakī är ofruktbar med lite eller ingen växtlighet.